# Tournoi de clôture du championnat d'Argentine de football 2007
Navigation
Tournoi précédent Tournoi suivant
Le tournoi de clôture de la saison 2007 du Championnat d'Argentine de football est le second tournoi semestriel de la 77e édition du championnat de première division en Argentine. Les vingt équipes sont regroupées au sein d'une poule unique où elles affrontent une fois chacun de leurs adversaires. Un classement cumulé sur les trois dernières années permet de déterminer les deux équipes reléguées à l'issue du tournoi ainsi que les deux formations engagées en barrage de promotion-relégation, mis en place à partir de cette saison.
C'est le club de San Lorenzo de Almagro qui remporte le tournoi après avoir terminé en tête du classement final, avec six points d'avance sur Boca Juniors et huit sur Estudiantes (La Plata). C'est le quatorzième titre de champion d'Argentine de l'histoire du club.

## Qualifications continentales
L'Argentine dispose de 6 places en Copa Libertadores. Elles reviennent aux vainqueurs des tournois Ouverture et Clôture ainsi qu'aux trois meilleures équipes du classement cumulé des deux tournois. En ce qui concerne la Copa Sudamericana, la fédération argentine peut aligner 6 équipes qui sont les sept premières du même classement cumulé. Comme les deux compétitions continentales sont disputées à six mois d'intervalle, un club peut donc s'engager dans les deux coupes.

## Les clubs participants
| \| Buenos Aires La Plata Rosario Santa Fe Córdoba Jujuy Mendoza \| Villes représentées lors de la saison 2006-2007 |
| Buenos Aires La Plata Rosario Santa Fe Córdoba Jujuy Mendoza                                                       |

- Arsenal
- Gimnasia y Esgrima (La Plata)
- Gimnasia y Esgrima (Jujuy)
- Rosario Central
- Quilmes
- Boca Juniors
- Banfield
- Colón (Santa Fe)
- Independiente
- Lanús
- Newell's Old Boys (Rosario)
- Argentinos Juniors
- Racing Club
- San Lorenzo de Almagro
- Estudiantes (La Plata)
- River Plate
- Vélez Sársfield
- Godoy Cruz (Mendoza)
- Nueva Chicago
- Belgrano (Córdoba)

## Compétition
Le barème utilisé pour établir le classement est le suivant :
- Victoire : 3 points
- Match nul : 1 point
- Défaite : 0 point

### Classement
| Rang | Équipe                         | Pts | J  | G  | N | P  | Bp | Bc | Diff |
| ---- | ------------------------------ | --- | -- | -- | - | -- | -- | -- | ---- |
| 1    | San Lorenzo de Almagro         | 45  | 19 | 14 | 3 | 2  | 34 | 17 | +17  |
| 2    | Boca Juniors                   | 39  | 19 | 11 | 6 | 2  | 38 | 20 | +18  |
| 3    | Estudiantes (La Plata)T        | 37  | 19 | 10 | 7 | 2  | 28 | 17 | +11  |
| 4    | River Plate                    | 33  | 19 | 9  | 6 | 4  | 26 | 16 | +10  |
| 5    | Arsenal                        | 30  | 19 | 8  | 6 | 5  | 31 | 24 | +7   |
| 6    | Lanús                          | 28  | 19 | 7  | 7 | 5  | 24 | 19 | +5   |
| 7    | Colón (Santa Fe)               | 28  | 19 | 7  | 7 | 5  | 28 | 24 | +4   |
| 8    | Argentinos Juniors             | 26  | 19 | 6  | 8 | 5  | 21 | 17 | +4   |
| 9    | Vélez Sarsfield                | 26  | 19 | 7  | 5 | 7  | 22 | 26 | -4   |
| 10   | Godoy Cruz (Mendoza)           | 25  | 19 | 7  | 4 | 8  | 24 | 22 | +2   |
| 11   | Independiente                  | 25  | 19 | 6  | 7 | 6  | 23 | 24 | -1   |
| 12   | Rosario Central                | 24  | 19 | 7  | 3 | 9  | 17 | 21 | -4   |
| 13   | Racing Club                    | 23  | 19 | 5  | 8 | 6  | 28 | 30 | -2   |
| 14   | Nueva Chicago                  | 21  | 19 | 5  | 6 | 8  | 19 | 28 | -9   |
| 15   | Banfield                       | 19  | 19 | 5  | 4 | 10 | 22 | 30 | -8   |
| 16   | Newell's Old Boys (Rosario) -3 | 19  | 19 | 6  | 4 | 9  | 22 | 30 | -8   |
| 17   | Belgrano (Córdoba)             | 18  | 19 | 4  | 6 | 9  | 24 | 27 | -3   |
| 18   | Gimnasia y Esgrima (La Plata)  | 17  | 19 | 4  | 5 | 10 | 19 | 28 | -9   |
| 19   | Gimnasia y Esgrima (Jujuy)     | 17  | 19 | 4  | 5 | 10 | 11 | 22 | -11  |
| 20   | Quilmes                        | 12  | 19 | 3  | 3 | 13 | 18 | 36 | -18  |

|  | Qualification directe pour la Copa Libertadores 2008 |
|  | T : Tenant du titre                                  |

### Classement cumulé
Un classement cumulé des tournois Ouverture et Clôture permet de déterminer les équipes qualifiées pour la Copa Libertadores 2008 et la Copa Sudamericana 2007.
| Rang | Équipe                        | Pts | J  | G  | N  | P  | Bp | Bc | Diff |
| ---- | ----------------------------- | --- | -- | -- | -- | -- | -- | -- | ---- |
| 1    | Boca Juniors                  | 83  | 38 | 25 | 8  | 5  | 79 | 37 | +42  |
| 2    | Estudiantes (La Plata)Ouv     | 81  | 38 | 24 | 9  | 5  | 63 | 29 | +34  |
| 3    | San Lorenzo de AlmagroClo     | 73  | 38 | 22 | 7  | 9  | 64 | 50 | +14  |
| 4    | River Plate                   | 71  | 38 | 20 | 11 | 7  | 59 | 34 | +25  |
| 5    | Arsenal                       | 62  | 38 | 17 | 11 | 10 | 57 | 46 | +11  |
| 6    | Lanús                         | 59  | 38 | 16 | 11 | 11 | 50 | 43 | +7   |
| 7    | Independiente                 | 57  | 38 | 16 | 9  | 13 | 56 | 48 | +8   |
| 8    | Vélez Sarsfield               | 56  | 38 | 15 | 11 | 12 | 47 | 44 | +3   |
| 9    | Rosario Central               | 52  | 38 | 15 | 7  | 16 | 45 | 43 | +2   |
| 10   | Racing Club                   | 49  | 38 | 12 | 13 | 13 | 50 | 49 | +1   |
| 11   | Argentinos Juniors            | 46  | 38 | 11 | 13 | 14 | 43 | 45 | -2   |
| 12   | Colón (Santa Fe)              | 46  | 38 | 12 | 10 | 16 | 48 | 58 | -10  |
| 13   | Gimnasia y Esgrima (Jujuy)    | 43  | 38 | 12 | 7  | 19 | 30 | 41 | -11  |
| 14   | Nueva Chicago                 | 43  | 38 | 11 | 10 | 17 | 39 | 60 | -21  |
| 15   | Godoy Cruz (Mendoza)          | 42  | 38 | 10 | 12 | 16 | 43 | 48 | -5   |
| 16   | Belgrano (Córdoba)            | 41  | 38 | 10 | 11 | 17 | 42 | 51 | -9   |
| 17   | Gimnasia y Esgrima (La Plata) | 40  | 38 | 11 | 7  | 20 | 40 | 68 | -28  |
| 18   | Club Atlético Banfield        | 39  | 38 | 9  | 12 | 17 | 43 | 56 | -13  |
| 19   | Newell's Old Boys (Rosario)   | 35  | 38 | 9  | 11 | 18 | 43 | 58 | -15  |
| 20   | Quilmes                       | 21  | 38 | 5  | 6  | 27 | 41 | 74 | -33  |

|  | Qualification directe pour la Copa Libertadores 2008 et pour la Copa Sudamericana 2007                                             |
|  | Qualification pour le tour prémliminaire de la Copa Libertadores 2008 et pour la Copa Sudamericana 2007                            |
|  | Ouv : Vainqueur du tournoi d'Ouverture 2006 Clo : Vainqueur du tournoi de Clôture 2007 C3 : Vainqueur de la Copa Sudamericana 2006 |

### Table de relégation
Un classement cumulé des trois dernières saisons du championnat permet de déterminer les deux équipes reléguées en Primera B et les deux qui doivent disputer un barrage de promotion-relégation. 
| Rang | Équipe                        | Pts   | J   | G | N | P | Bp | Bc | Diff |
| ---- | ----------------------------- | ----- | --- | - | - | - | -- | -- | ---- |
| 1    | Boca Juniors                  | 1,877 | 114 |   |   |   |    |    |      |
| 2    | Estudiantes (La Plata)        | 1,649 | 114 |   |   |   |    |    |      |
| 3    | River Plate                   | 1,692 | 114 |   |   |   |    |    |      |
| 4    | Vélez Sarsfield               | 1,640 | 114 |   |   |   |    |    |      |
| 5    | San Lorenzo de Almagro        | 1,587 | 114 |   |   |   |    |    |      |
| 6    | Lanús                         | 1,500 | 114 |   |   |   |    |    |      |
| 7    | Gimnasia y Esgrima (La Plata) | 1,429 | 114 |   |   |   |    |    |      |
| 8    | Independiente                 | 1,412 | 114 |   |   |   |    |    |      |
| 9    | Arsenal                       | 1,403 | 114 |   |   |   |    |    |      |
| 10   | Rosario Central               | 1,385 | 114 |   |   |   |    |    |      |
| 11   | Banfield                      | 1,377 | 114 |   |   |   |    |    |      |
| 12   | Racing Club                   | 1,324 | 114 |   |   |   |    |    |      |
| 13   | Newell's Old Boys (Rosario)   | 1,307 | 114 |   |   |   |    |    |      |
| 14   | Colón (Santa Fe)              | 1,272 | 114 |   |   |   |    |    |      |
| 15   | Gimnasia y Esgrima (Jujuy)    | 1,236 | 76  |   |   |   |    |    |      |
| 16   | Argentinos Juniors            | 1,219 | 114 |   |   |   |    |    |      |
| 17   | Nueva Chicago                 | 1,131 | 38  |   |   |   |    |    |      |
| 18   | Godoy Cruz (Mendoza)          | 1,105 | 38  |   |   |   |    |    |      |
| 19   | Belgrano (Córdoba)            | 1,078 | 38  |   |   |   |    |    |      |
| 20   | Quilmes                       | 0,912 | 114 |   |   |   |    |    |      |

|  | Participation au barrage de promotion-relégation                                       |
|  | Relégation directe en Primera B                                                        |
|  | Ouv : Vainqueur du tournoi d'Ouverture 2006 Clo : Vainqueur du tournoi de Clôture 2007 |

### Barrage de promotion-relégation
| Équipe 1     | Résultat | Équipe 2                  | Aller | Retour |
| ------------ | -------- | ------------------------- | ----- | ------ |
| Tigre (D2)   | 3 - 1    | Nueva Chicago (D1)        | 1 - 0 | 2 - 1  |
| Huracán (D2) | 5 - 2    | Godoy Cruz (Mendoza) (D1) | 2 - 0 | 3 - 2  |

## Bilan de la saison
| Championnat d'Argentine de football 2007 |                                                                                      |
| Champion                                 | San Lorenzo de Almagro (14e titre)                                                   |
| Coupes et trophées                       |                                                                                      |
| Vainqueur de la Coupe d'Argentine 2007   | Non disputée                                                                         |
| Qualifications continentales             |                                                                                      |
| Copa Libertadores 2008                   | Boca Juniors Estudiantes (La Plata) San Lorenzo de Almagro Arsenal River Plate Lanús |
| Copa Sudamericana 2007                   | Boca Juniors Estudiantes (La Plata) San Lorenzo de Almagro Arsenal River Plate Lanús |
| Promotions et relégations                |                                                                                      |
| Promus en Primera Division               | San Martin (San Juan) Olimpo (Bahía Blanca) Huracán Tigre                            |
| Relégués en Primera B Nacional           | Nueva Chicago Godoy Cruz (Mendoza) Belgrano (Córdoba) Quilmes                        |